# Soorts-Hossegor
Soorts-Hossegor é uma comuna francesa na região administrativa da Nova Aquitânia, no departamento Landes. Estende-se por uma área de 14,51 km². Em 2010 a comuna tinha 3 544 habitantes (densidade: 244,2 hab./km²).